# Sid-Ahmed Boukemacha
Sid-Ahmed Boukemacha est un footballeur algérien né le 25 décembre 1981 à Ferraoun (Béjaïa). Il évoluait au poste de milieu de terrain.

## Biographie
Il évolue en Division 1 avec les clubs de la JSM Béjaïa et de l'US Biskra.

## Palmarès
- Accession en Ligue 1 en 2006 avec l'US Biskra.